# 氷室眞
氷室 眞（ひむろ まこと、1951年7月27日 - ）は、日本の元裁判官。

## 略歴
- 京都大学卒業
- 1975年 司法試験合格
- 1976年 司法修習生（司法修習第30期、同期に藤山雅行、山名学など）
- 1978年 大阪地方裁判所判事補任官
- 1981年 松江地方裁判所・松江家庭裁判所判事補
- 1984年 京都地方裁判所判事補
- 1987年 松山地方裁判所・松山家庭裁判所大洲支部兼八幡浜支部判事補
- 1988年 松山地方裁判所・松山家庭裁判所大洲支部兼八幡浜支部判事
- 1990年 大阪高等裁判所判事職務代行
- 1993年 福岡地方裁判所小倉支部・福岡家庭裁判所小倉支部判事
- 1998年 大阪高等裁判所判事
- 同年　　大阪地方裁判所判事部総括
- 2003年 京都地方裁判所判事部総括
- 2008年4月 奈良地方裁判所葛城支部長・奈良家庭裁判所葛城支部長
- 2011年4月 大阪家庭裁判所部総括判事・大阪簡易裁判所判事
- 2014年3月31日 依願退官

## 担当訴訟
- Winny事件

2006年12月13日、Winnyを開発して著作権法違反幇助に問われた金子勇（被告）に罰金150万円の有罪判決を言い渡す。
- 京都大学アメフト部レイプ事件（一審京都地裁裁判長　2006年判決）

集団準強姦などの罪に問われた被告人2人に懲役5年の執行猶予付き、1人に懲役5年6ヶ月の実刑判決）
- 宇治学習塾小6女児殺害事件（一審京都地裁裁判長　2007年判決）

殺人罪に問われた被告に懲役18年の実刑判決（求刑は無期、検察、弁護側双方が控訴）